# 佩里鎮區 (密歇根州)
佩里鎮區（英語：Perry Township）是位於美國密歇根州夏厄沃西縣的一個行政鎮區。

## 地方資料
佩里鎮區的面積為81.90平方千米，當中陸地面積為80.70平方千米，而水域面積為1.30平方千米。根據2020年美國人口普查的數據，當地共有人口4141人，而人口密度為每平方千米50.56人。